# Bernard Jean (musicien)
Bernard Jean, 21 septembre 1948 à Kénogami et mort le 1er août 2017 à Montréal, est un hautboïste, professeur et chef d'orchestre québécois,.

## Biographie
Bernard Jean étudie le piano au Conservatoire de musique de Québec avec Hélène Landry (1962-1923) et le hautbois avec Réal Garnier (1962-1966) et Jacques Simard (1966-1968).  Il est premier prix hautbois (1968) du Conservatoire de musique de Québec et premier prix hautbois (1970) et musique de chambre (1971) du Conservatoire de Paris.
Il est nommé hautbois solo à l’Orchestre symphonique de Québec (1972-1973) et professeur de hautbois (1972-1975) à l’Université Laval et au Conservatoire de musique de Trois-Rivières. Il est un des membres fondateurs du Quintette à vent du Québec, de l'Ensemble Saint-Louis-de-France et de l’Orchestre métropolitain.  Il est professeur au Conservatoire de musique de Montréal à partir de 1975. 